# Градимир Крагић
Градимир Крагић (Теслић, 13. октобар 1956) је истакнути српски есперантиста из Републике Српске.

## Биографија
Градимир Крагић се прикључио есперантском покрету тадашње Југославије седамдесетих година 20. вијека. Био је један од оснивача Есперантског друштва »Теслић« из Теслића 1985. године.
До почетка рата у Босни и Херцеговини био је локални активиста. У току рата, када је есперантски покрет у Босни и Херцеговини замро, Крагић је поново активирао рад локалног есперантског друштва и успоставио везе са међународним есперантским покретом. Покренуо је и помогао оснивање Градског есперантског друштва »Ла Мондо« из Бање Луке, а након тога и оснивање Савеза за есперанто Републике Српске. Био је први предсједник Савеза, а више пута и предсједник Есперантског друштва »Теслић«. Током деведесетих година 20. вијека био је најактивнији есперантиста у Босни и Херцеговини.
Крагић је делегат и стручни делегат Свјетског есперантског савеза. Такође, активан је у радио-аматерском покрету Републике Српске. Данас, Крагић се бави рачунарима и обуком слијепих за рад са рачунарима.